# Alba Patera

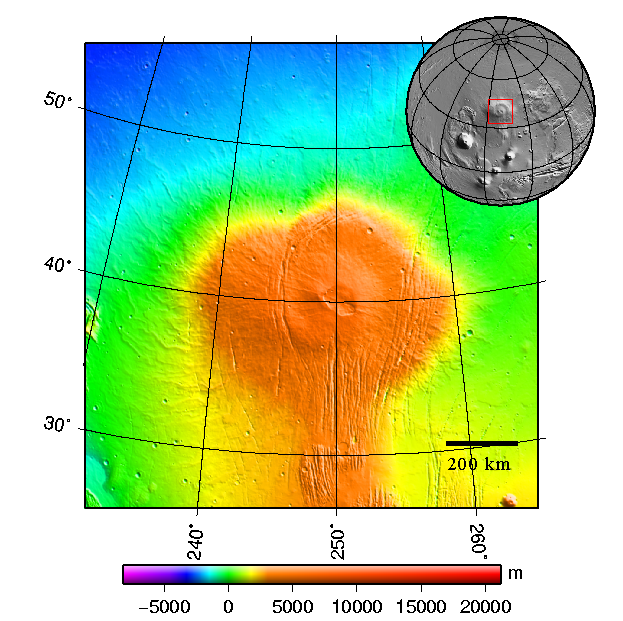
Alba Patera

Die Alba Patera, auch Alba Mons, ist ein Vulkan auf dem Mars, wobei Alba Patera nur die Zentralerhebung und Alba Mons die gesamte Fläche bezeichnet. Er ist trotz seines Volumens – sein Einzugsgebiet umfasst eine Fläche von etwa 2.000 × 3.000 Quadratkilometer – relativ flach. Ungeachtet dieser gewaltigen Ausdehnung erhebt sich der Alba Mons nur 6,8 km über das mittlere Marsniveau. Erst in den 1990er Jahren konnte man mit Hilfe von Mars Global Surveyor seine wahre Größe erfassen.
Einzelne Lavaströme lassen sich über einer Entfernung von 500 km verfolgen. Auf der Nordwest- und der Südostflanke erstrecken sich tiefe, parallele Gräben – sogenannte Fossae – über eine Länge von bis zu 2.000 km. Die Linien westlich der zentralen Caldera werden als Alba Fossae bezeichnet, die östlichen als Tantalus Fossae. Die Landschaft ist mit einer weitgehend permanenten Staubschicht von bis zu zwei Metern Dicke überzogen.